# Реновация по-белому
«Реновация по-белому» — первый эпизод двадцать первого сезона мультсериала «Южный парк». Вышел 13 сентября 2017 года в США. В России премьера состоялась 21 сентября 2017 года на телеканале Paramount Comedy.

## Сюжет
Эрик Картман с одноклассниками просят электронного помощника Alexa добавить различные неприличные элементы в список покупок и смеются, когда Alexa повторяет их имена. Когда приходит Хейди Тёрнер, друзья Картмана уходят по своим делам. От этого Картман начинает злиться на Хейди. Он отказывается выразить свои чувства по этому вопросу, из-за чего Хейди расстраивается.
Рэнди и Шэрон Марш запустили телевизионный сериал про ремонт под названием «Реновации по-белому». Съёмка одного из эпизодов прерывается из-за бунта рабочих, возмущённых тем, что современные технологии оставляют их без работы. Рэнди это не нравится, но позже он решает помочь им получить работу. Теперь им приходится выступать в качестве замены электронного помощника и отвечать на голосовые команды людей.
Город меняет электронных ассистентов на реальных людей, что не нравится Картману. Один из рабочих, Деррил, считает такую работу унизительной и отказывается выполнять различные команды. Рэнди считает, что Деррил неправильно мыслит о будущем, пока не узнаёт, что он не может снести несущую стену в своём доме. Рэнди решается взяться за эту работу.
Картман случайно обнаруживает свалку с электронными помощниками Alexa и забирает их с собой. Хейди приходит к Картману извиниться, но его мать говорит, что не может заставить его выйти из комнаты. Хейди думает, что Эрик подавлен, хотя самом деле он развлекается, задавая неприличные запросы электронным помощникам Alexa, Siri и Google Now. Картман решает прекратить общение с Хэйди и после этого чувствует себя счастливее.

## Приём
Эпизод был принят прохладно. Издание IGN поставило серии 5.8 баллов из 10. Сайт 411mania поставил 5.0 баллов из 10. В The A.V. Club эпизод был оценён в «C+». От Den of Geek серия получила 2.5 звезды из 5.